# Audan Oiyl
Der Audan Ojyl (kasachisch Ойыл ауданы Ojyl audany, russisch Уилский район Uilski rajon) ist ein Bezirk im Gebiet Aqtöbe in Kasachstan.

## Geografie
Der Audan Ojyl liegt im Westen Kasachstans im Gebiet Aqtöbe. Im Norden grenzt er an den Audan Qobda, im Osten an den Audan Temir und im Süden an den Audan Qysylqogha im Gebiet Atyrau. Im Westen grenzt er an den Audan Qaratöbe im Gebiet Westkasachstan.

## Bevölkerung
Bei der Volkszählung 1999 hatte der Audan Ojyl 20.865 Einwohner. Die Volkszählung 2009 ergab für den Bezirk eine Einwohnerzahl von 18.619. Bei der letzten Volkszählung 2021 lebten 16.058 Menschen im Audan Ojyl. Die Fortschreibung der Bevölkerungszahl ergab zum 1. Januar 2025 eine Einwohnerzahl von 15.558.
| Einwohnerentwicklung               | Einwohnerentwicklung | Einwohnerentwicklung | Einwohnerentwicklung | Einwohnerentwicklung | Einwohnerentwicklung | Einwohnerentwicklung | Einwohnerentwicklung |
| ---------------------------------- | -------------------- | -------------------- | -------------------- | -------------------- | -------------------- | -------------------- | -------------------- |
| 1939                               | 1959                 | 1970                 | 1979                 | 1989                 | 1999                 | 2009                 | 2021                 |
| 22.914                             | 15.374               | 21.677               | 19.558               | 21.778               | 20.865               | 18.619               | 16.058               |
| Anmerkung: Volkszählungsergebnisse |                      |                      |                      |                      |                      |                      |                      |

## Verwaltungsgliederung
Der Audan Ojyl ist in sieben ländliche Bezirke (kasachisch Ауылдық округ Auyldyq okrug; russisch Сельский округ Selski okrug) gegliedert (Stand: 2021).
| Ländlicher Bezirk   | Einwohner | Einwohner | Orte                                          |
| Ländlicher Bezirk   | 2009      | 2021      | Orte                                          |
| ------------------- | --------- | --------- | --------------------------------------------- |
| Köptoghai           | 2872      | 2041      | Amangeldi, Köptoghai, Qarassu, Schubarschi    |
| Ojyl                | 6833      | 7408      | Aqschatau, Jekpetal, Ojyl, Qarakemer          |
| Qajyngdy            | 1503      | 1006      | Aqschar, Kössembai                            |
| Qaraoi              | 1540      | 1058      | Qaraoi, Qubassai                              |
| Saralschyng         | 2109      | 1682      | Aqkemer, Bestamaq, Kemer, Qongyrat, Schiqudyq |
| Sarybije            | 1618      | 1093      | Qaraköl, Sarybije                             |
| Schyghanaq Bersijew | 2144      | 1770      | Qarassu, Qaratal, Qumscharghan                |